# Vilcabamba
Vilcabamba fu una città fondata da Manco II nel 1539 e fu l'ultimo rifugio dell'Impero inca fino alla sua caduta per mano degli spagnoli nel 1572. La città venne data alle fiamme, la zona divenne un luogo arretrato del Perù e la sua posizione venne dimenticata.

## Scavi archeologici

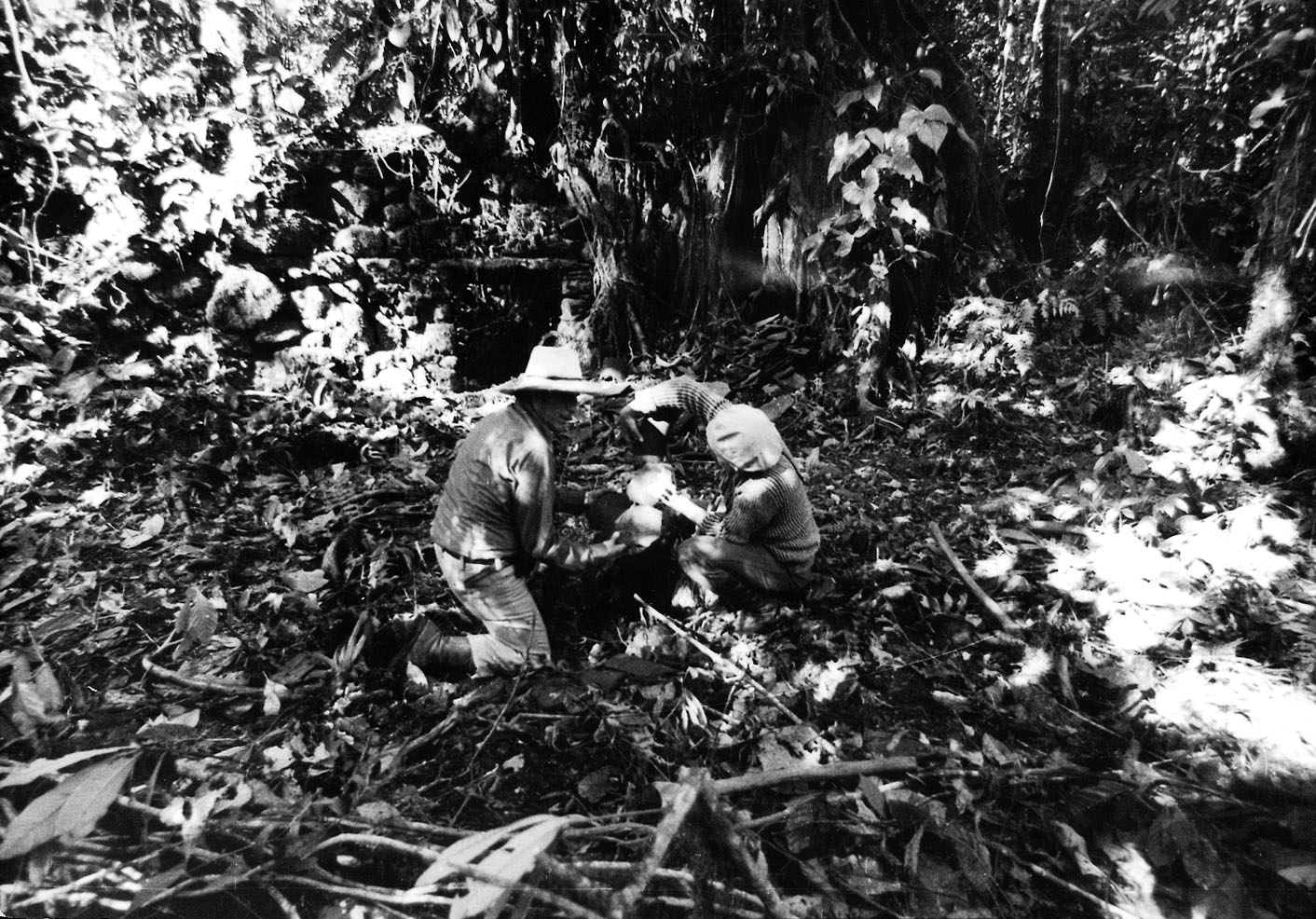
Edmundo Guillen e Elżbieta Dzikowska nelle rovine di Vilcabamba, foto presa da Tony Halik nel 1976

Le rovine della città furono riscoperte, nel 1911 in una remota foresta chiamata Espíritu Pampa a circa 130 km a ovest di Cusco, da Hiram Bingham, che tuttavia non ne riconobbe l'importanza, credendo che Machu Picchu, anch'essa da lui riscoperta, fosse in realtà la leggendaria città perduta degli Inca. Fu riconosciuta solo con l'esplorazione e le scoperte di Antonio Santander e di Gene Savoy nell'anno 1964, sebbene questi non poterono dimostrare la loro teoria.
Nel 1976 il professore Edmundo Guillen e gli esploratori polacchi Tony Halik e Elżbieta Dzikowska ritrovarono le rovine. Prima della spedizione Guillen aveva ritrovato in un museo di Siviglia delle lettere degli spagnoli, nei quali descrivevano il progredire dell'invasione e quanto avevano trovato a Vilcabamba. Il confronto delle lettere con le rovine fu la prima prova della posizione di Vilcabamba.
Ulteriori scavi archeologici di Vincent Lee e ricerche di John Hemming diedero ulteriori conferme che Espíritu Pampa fosse in realtà la storica Vilcabamba.
Il 16 giugno 2006 in un museo a Cusco è stata posta una placca che commemora il trentesimo anniversario della scoperta di Vilcabamba. Tra le altre ci sono i nomi degli esploratori della "prima spedizione provata": Guillen, Halik e Dzikowska.
La città perduta di Vilcabamba compare nella serie di videogiochi educativi Amazon Trail, nel videogioco Tomb Raider e anche nel libro Evil Star di Anthony Horowitz. Vilcabamba è anche un livello di gioco del videogioco di ruolo per PlayStation 2 Shadow Hearts: From the New World.